# Eitel Cantoni
Eitel Cantoni (n. 4 octombrie 1906, Montevideo, Uruguay – d. 6 iunie 1997, Montevideo, Uruguay) a fost un pilot de Formula 1. De-a lungul carierei a luat startul în 3 curse, niciuna din pole-position. Nu a câștigat nicio cursă și nu a terminat niciodată pe podium, acumulând 0 puncte în întreaga activitate ca pilot de Formula 1.